# Somaliabiätare
Somaliabiätare (Merops revoilii) är en fågel i familjen biätare inom ordningen praktfåglar.

## Utseende och läte
Somaliabiätaren är en liten och relativt anspråkslöst tecknad biätare. Noterbart är beigefärgad undersida, blått ögonbrynsstreck, svart ansiktsmask och vit strupe. I flykten uppvisar den beigefärgade vingundersidor med svarta spetsar. Arten liknar dvärgbiätaren, men skiljs lätt genom den vita strupen och den urvattnade fjäderdräkten. Lätet består av dämpade visslade toner.

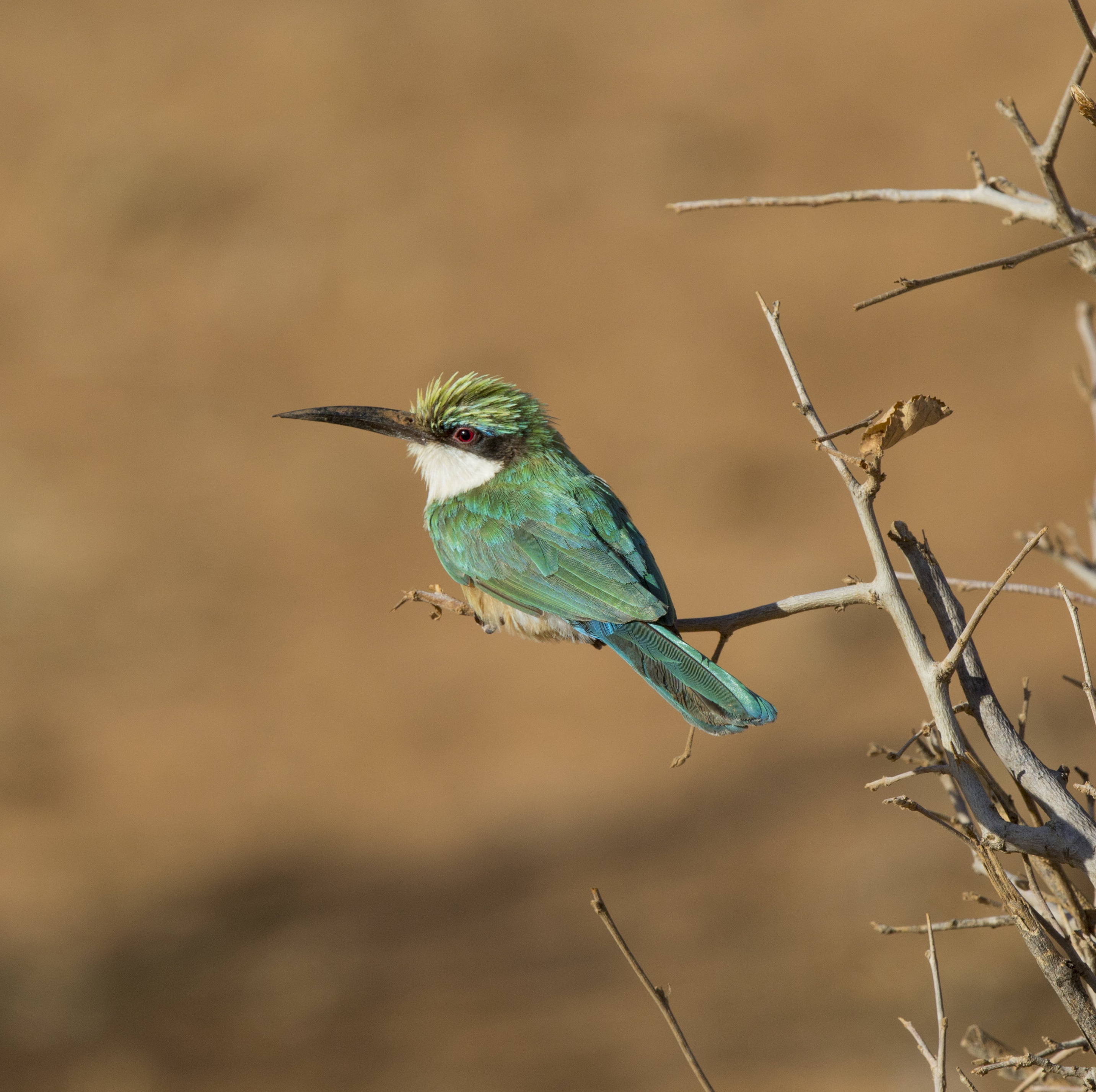

## Utbredning och systematik
Fågeln förekommer i torr törnbuskmark i östra Etiopien, Somalia och Kenya. Den behandlas som monotypisk, det vill säga att den inte delas in i några underarter.

## Levnadssätt
Somaliabiätaren är en generellt ovanlig fågel som hittas i torr savann och i törnbuskmarker.

## Status och hot
Arten har ett stort utbredningsområde och tros öka i antal. Internationella naturvårdsunionen IUCN listar den därför som livskraftig (LC).